# Auensteiner-Radsporttage
L' Auensteiner-Radsporttage és una competició ciclista femenina per etapes que es disputa als voltants d'Auenstein al municipi d'Heilbronn (Baden-Württemberg).

## Palmarès
| Any  | Vencedora           | Segona            | Tercera              |
| ---- | ------------------- | ----------------- | -------------------- |
| 2014 | Lisa Brennauer      | Martina Ritter    | Trixi Worrack        |
| 2015 | Ashleigh Moolman    | Sabrina Stultiens | Polona Batagelj      |
| 2016 | Ashleigh Moolman    | Lisa Brennauer    | Annemiek van Vleuten |
| 2017 | Claudia Lichtenberg | Beate Zanner      | Carolin Schiff       |